# Maciej Sobczak (skrzypek)
Maciej Sobczak (ur. 2 czerwca 1961 w Warszawie) – polski skrzypek, nauczyciel akademicki, rektor Akademii Muzycznej im. Stanisława Moniuszki w Gdańsku (2012–2020).

## Życiorys
W 1980 ukończył Liceum Muzyczne im. Karola Szymanowskiego w Warszawie. W grudniu 1981 jako student Akademii Muzycznej im. Stanisława Moniuszki w Gdańsku uczestniczył w strajku na terenie Stoczni Gdańskiej. W 1985 ukończył tę uczelnię w klasie skrzypiec u prof. Mirosławy Pawlak. Był studentem prof. Stefana Hermana.
W 2010 obronił habilitację. 12 czerwca 2012 uzyskał tytuł profesora sztuk muzycznych, który odebrał 24 października tego samego roku z rąk prezydenta RP Bronisława Komorowskiego.

## Pełnione funkcje w Akademii Muzycznej im. Stanisława Moniuszki w Gdańsku
- Kierownik Katedry Skrzypiec i Altówki (od 2022)[13][14][15][16]
- Członek Rady Uczelni (kadencje 2021–2024 i 2025–2028)[17][18][19][20][21]
- Przewodniczący Uczelnianej Komisji Dyscyplinarnej dla nauczycieli akademickich (kadencje 2020–2024 i 2025–2028)[22][23][24][25]
- Rektor (2012–2020)
- Dziekan Wydziału Instrumentalnego (2005–2012)
- Prodziekan Wydziału Instrumentalnego (2003–2005)[26]

## Członkostwo i funkcje poza uczelnią
- Członek Pomorskiej Rady Kultury I kadencji (2018–2021)[27][28][29]
- Wiceprzewodniczący Rady Rektorów Województwa Pomorskiego (2016–2020)[30][31]
- Członek Komisji do spraw Akredytacji i Rankingów Konferencji Rektorów Akademickich Szkół Polskich (2016–2020)[32]

## Odznaczenia i wyróżnienia
- Krzyż Kawalerski Orderu Odrodzenia Polski (2020)[33][34]
- Nagroda Ministra Kultury i Dziedzictwa Narodowego za osiągnięcia organizacyjne (2020)[35][36][37]

## Rodzina
W 1985 zawarł związek małżeński z Mirosławą, skrzypaczką w Filharmonii Bałtyckiej.
Jego teściem był Jan Drzewiecki.